# 트윈 타워스 2
트윈 타워스 2(Twin Towers 2)는 미국 뉴욕에 9.11 테러로 무너진 세계 무역 센터 자리에 재건하려 하였으나 유족들의 반대로 2008년 취소됐으며 현재 이 자리에는 원 월드 트레이드 센터가 있다.

## 조감도
이 모습이 2007년 당시 조감도이다